# Cavan
Cavan (Irsk: An Cabán) er en irsk by i County Cavan i provinsen Ulster, i den nordlige del af Republikken Irland med en befolkning (inkl. opland) på 7.883 indb i 2006 (6.098 i 2002)